# Love Solfege'
Love Solfege'，日本同人音樂社團，簡稱Lovege。原名Love Solfege，在2007年7月4日發佈商業化專輯《フタリノワタシ》后，便將Love Solfege作爲商業化作品的署名，而在同人作品中則改用Love Solfege'的名義。

## 概要
有關其命名，社團提到是因爲“注入了以人聲爲理解音樂之重的想法”。
社團于2001年由松本慎一郎與鮎兩人建立。其音樂風格在同人音樂中非常少見。Love Solfege'最初的幾張專輯擁有非常濃厚的古典色彩，之後為利用鮎唱歌的語速優勢大量的加入電波歌直到現在形成了古典音樂與現代音樂相互交融的獨特風格。相應地，因爲大衆對其初期風格的接受度問題，以及擔任主唱的鮎在一開始並非擁有良好的唱功，Love Solfege'在早年的Comic Market中人氣並不高。隨著創作風格的成熟，鮎的演唱技術的提高，以及観月あんみ與Jenya的加入和多位同人歌手與聲優的協作，Love Solfege'逐漸成爲日本最有實力與最受歡迎的同人音樂社團之一。
2007年7月，社團宣佈以商業化音樂團體身份出道並發佈專輯《フタリノワタシ》。團體名沿用最初的“Love Solfege”，而同人社團名稱則改為“Love Solfege'”。憑藉其先前在小範圍内集聚的人氣，Love Solfege在商業化的進程中也有一定的成就。

## 成員

### 參與商業化后主要工作的成員
- 松本慎一郎（オーギュスト棒）[4]

在社團内擔任作曲、編曲的工作。自幼學習鋼琴12年，小學開始自學古典、爵士音樂的作曲法，之後學習管弦樂知識並正式開始作曲生涯。東京理科大學畢業后從事一些電子遊戲與話劇的配樂，直到加入同人社團。號稱至今已經有了1800多部作品。另外，他經常在廚房中創作，喜歡收集佈娃娃，對耽美類漫畫感興趣，並且是個吸煙者。座右銘是“學無止境”（学ぶことに終わりはありません）。
他在商業場合使用本名，而在同人社團内則用的化名。另外，在其他的場合分別用過、等署名。
主唱，也參與宣傳工作。早年學習美聲，後來又接觸了日本傳統音樂。于第64屆Comic Market（簡稱C64）前夕以參與製作，直到C71時一起使用與兩個化名，之後就只用署名。她以美聲唱法爲主，也演唱過R&B風格的歌曲，以多變的風格與唱法為吸引大衆的武器。曾經為遊戲《片羽》演唱片尾曲（由松本慎一郎和俄羅斯裔日本歌手Jenya擔任創作）。在Love Solfege商業出道后正式加入，但於C74中停止並退出社團活動。
- 鮎

專輯插圖，作詞與主唱。和松本慎一郎同為一開始就加入的成員。自幼學習繪畫與鋼琴，進入設計專業的學校。在學習生涯中有作品入選了二科展。之後在Love Solfege'擔任插圖工作，有些時候也會參與作詞。也使用過與的名義參加其他活動。
亦作爲主唱參加音樂製作。語速非常快，擅長唱電波歌。雖然並未受到專業歌唱訓練以至於初期唱功不敢恭維，但是經過在社團内的磨炼，唱功已經進步至很成熟的地步。擅長變聲。
在2015年8月18日因急性心臟病逝世，由其丈夫松本慎一郎在官網發佈消息。
- 綾野えいり

在法國巴黎出生，自幼在法國學習鋼琴，回到日本後高中和大學都是在音樂系的鋼琴專業進修。至今同時作為鋼琴老師和歌手的身份而活躍著。在観月あんみ離團後加入社團活動。於C77發售的《The Note of Satanism》中亮相，並在商業專輯《Requiem ～best Collection Ⅱ～》中正式出道。
主要在社團裡膽任女高音的角色，擅長美聲，而高音亦極具變化性。
- 真名辺あや

主要歌唱、網頁設計及作詞。
- 藤里くるみ

主要負責作詞。

### 只參與同人社團活動的成員
- サイバー☆ユイ

肩負設計、日常銷售與促銷的工作。喜歡講粗口。
- なまにえバンザブロー

從事錄音助理與经营工作，也在學習作曲。
- イノウエイカスイ

錄音工程師。
- ぬきちゃん。

擔任銷售助理的工作以及一些雜項，性格天然呆。

### 多次擔任特邀的社團外人士
- 美里香鈴

從社團的首張專輯《Chaos Of Zero》開始就擔任主要詞作者的工作，但並非社團成員。寫詞富有詩意，但本人特別地不承認這一點。近來從參與社團的同人音樂轉向了商業專輯的歌詞寫作。
- Jenya

俄羅斯裔日本女歌手，從2003年12月（くじらへび）開始協助社團的創作，從事主唱與英文、俄文的作詞。
此外，楠鈴音，櫻庭和加奈（桜庭 わかな），柚木 まき，真理絵，茉菜，琥珀うさぎ ，Rita，片雾烈火等人也作爲特邀參與過社團專輯的製作與演唱。

## 專輯

Love Solfege所發佈第一張商業化專輯《フタリノワタシ》的封面

### 同人音樂專輯
下述同人專輯發佈時的Comic Market屆數以“CXX”來表示。
- Chaos Of Zero（Demo專輯，2001年4月）
- Shawarzwald（C60時發佈，2001年8月）
- Divine（C61時發佈，2001年12月）
- Love Solfege（C62時發佈，2002年4月）
- Morecule（C63時發佈，2002年12月）
- Zephyranthus（C64時發佈2003年8月）
- （C65時發佈，2003年12月）
- Q.Q.G.（C66時發佈，2004年8月）
- Zigjazz（C67時發佈，2004年12月）
- Mignon（C68時發佈，2005年8月）
- Beauty Of Ruin（C69時發佈，2005年12月）
- Over The Surges（C70時發佈，2006年8月）
- Le Blanc Et Noir（C71時發佈，2006年12月）
- La Fatalite（C72時發佈，2007年8月）

從此專輯開始社團便開始以“Love Solfege'”署名。
- （C73時發佈，2007年12月）
- （C74時發佈，2008年8月）
- （C75時發佈，2008年12月）[9]
- cloisters' end and piano piece collection（C76時發佈，2009年8月）
- the note of satanism（C77時發佈，2009年12月）
- 墟律のサンプル（C78時發佈，2010年8月）
- UTAOU(C79時發佈，2010年12月)
- Reception for witnesses（C80時發佈，2011年8月）
- 蓋然性進化論Ⅰ（C82時發佈，2011年8月）
- UTAOU2(C83時發佈，2012年8月) [10]
- 蓋然性進化論Ⅱ（C84時發佈，2013年8月）
- 無窮動perpetuo（C92時發佈，2017年8月）
- philosophilia（C93時發佈，2017年12月）
- カロタクシス（C94時發佈，2018年8月）

### 商業專輯
- （2007年7月發佈）
- Luxury～classical best（2008年8月發佈）
- Requiem ～best Collection Ⅱ～ （2010年12月發佈）
- Imperial Arc （2013年4月發佈）
- Sanctus （2017年5月發布）